# The Guess Who
The Guess Who è una band rock canadese fondata nel 1968 a Winnipeg, Manitoba, che è stata una delle prime formazioni a riscuotere un grande successo pur continuando a risiedere nel loro Paese. 
Prodotti inizialmente da Jack Richardson, sono stati il primo gruppo rock canadese ad essere al numero 1 nella classifica degli Stati Uniti.

## Storia

### Primi anni: gli Expressions
I Guess Who iniziarono come una band locale di Winnipeg formata dal cantante-chitarrista Chad Allan nel 1960 e inizialmente chiamata Al & the Silvertones; poi cambiarono nome Reflections nel 1962, quando il gruppo era formato da Chad Allan, Bob Ashley (tastiere), Randy Bachman (chitarre), Jim Kale (basso) e Garry Peterson (batteria). Tutti i membri della band sono nati a Winnipeg.
Il singolo di debutto del gruppo,Tribute To Buddy Holly, fu pubblicato nel 1962. Chad Allan & the Reflections poi firmarono per Quality Records e pubblicarono vari singoli senza successo nel 1963-64. Nel 1965 il gruppo fu obbligato a cambiare nome  Expressions, dopo che un gruppo statunitense chiamato The Reflections compose la canzone di successo Just Like Romeo & Juliet.
A quel punto i Guess Who pubblicarono il loro primo successo, una cover di Johnny Kidd & the Pirates, Shakin' All Over.
Questa canzone raggiunse il numero 1 in Canada, numero 22 negli USA, numero 27 in Australia.

### Il nuovo gruppo:Guess Who??
Il seguito di Shakin' All Over ebbe grande successo in Canada, ma scarsa risposta altrove. Dopo che Bob Ashley lasciò il gruppo nel tardo 1965, Burton Cummings si unì alla band come tastierista e secondo cantante all'inizio del 1966. Questa formazione durò pochi mesi, dopodiché Chad Allan abbandonò il gruppo, rendendo Cummings il nuovo primo cantante. A questo punto il nome della band è cambiato in “Guess Who??”.

### Il successo
La ballata del 1969 These Eyes fu la loro prima Top 10 in USA con la loro etichetta RCA Records. All'inizio degli anni settanta cambiarono verso un suono hard rock con l'album American Woman; la title track arrivò al primo posto negli USA per tre settimane, quindi i Guess Who furono il primo gruppo canadese ad avere una canzone al numero 1 nelle classifiche statunitensi. Il brano No Time, arrivato alla Top 10 in USA, precedette American Woman di tre mesi.
Nella primavera del 1970 Bachman lasciò il gruppo per una colica epatica. Il gruppo proseguì il tour con un chitarrista statunitense, Bobby Sabellico. Però le differenze tra Bachman e gli altri portarono il primo ad abbandonare il gruppo, dopo aver suonato in uno show finale al Fillmore East di New York, il 16 maggio 1970. Un disco incompiuto, The Way Where They Were, fu abbandonato. Bachman fu sostituito da due chitarristi, Kurt Winter e Greg Leskiw. Winter divenne il principale collaboratore di Cummings come autore, e i Guess Who continuarono con altri singoli di successo come Hand Me Down Share the Land, Hang On to Your Life e Albert Flasher.
Nel 1972 registrarono il loro album molto acclamato Live at the Paramount, inciso nel Paramount Theatre di Seattle. Esso precedette un tour oltreoceano in novembre-dicembre 1972 in Giappone, Nuova Zelanda e Australia.
Leskiw lasciò la band prima dello show Paramount, per essere rimpiazzato da Don McDougall, e il bassista Jim Kale lasciò perché non sopportava più andare in tour. Bill Wallace subentrò al basso; Cummings, Wallace e Winter scrissero l'ultimo grande successo, Clap for the Wolfman, che raggiunse il numero 6 negli USA. Domenic Troiano diventò il nuovo primo chitarrista del gruppo e collaboratore di Cummings nella composizione delle canzoni.
I Guess Who si sciolsero nel 1976. Quindi Cummings iniziò una carriera solistica di successo.

### Riformazione

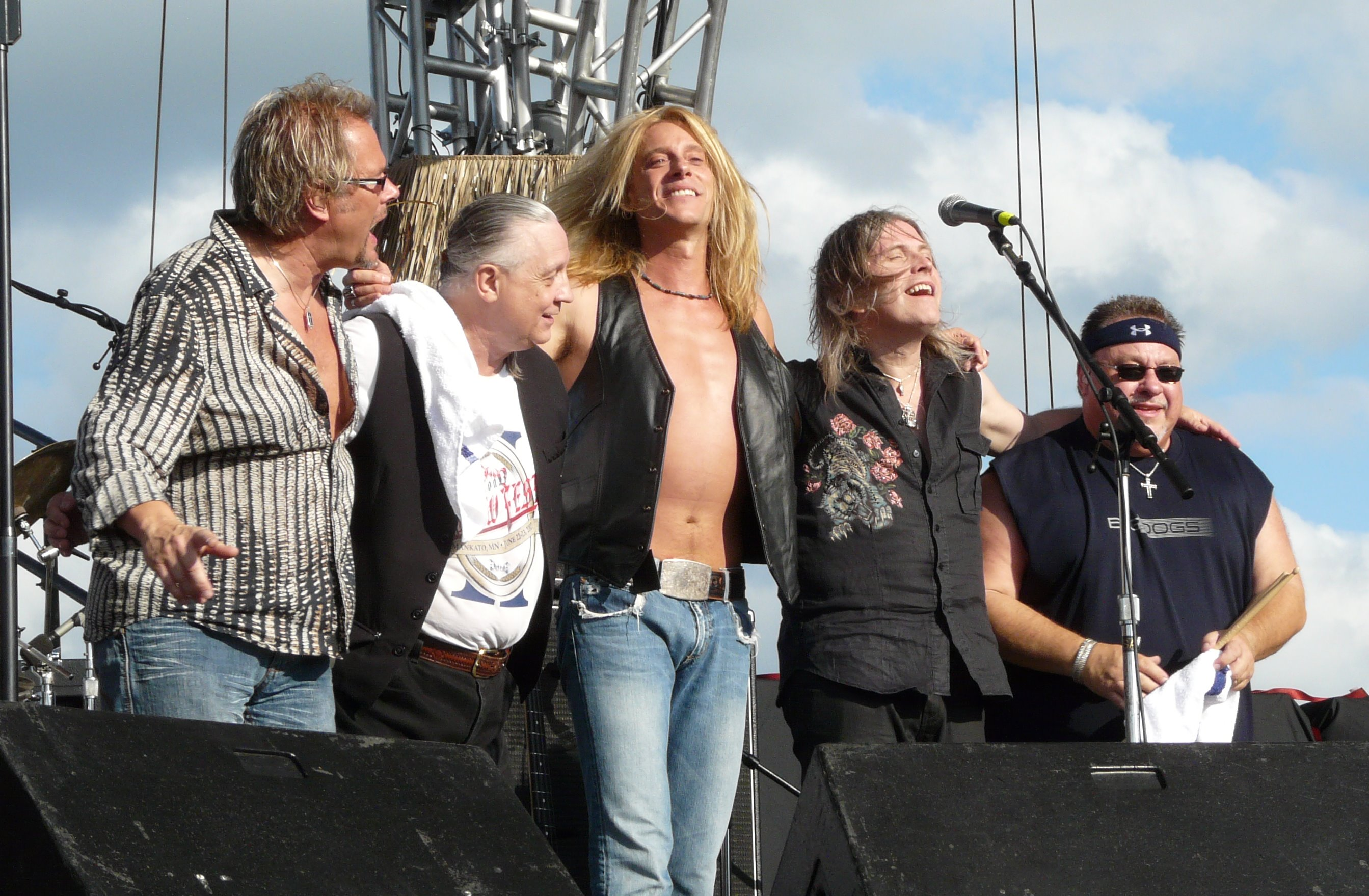
I Guess Who alla Moondance Jam 2008

Nel novembre 1977 la CBC intervistò la band circa la riunione del gruppo; Cummings e Bachman non erano interessati perché occupati con le loro carriere soliste. Kale, Peterson, Winter e McDougal, però, risposero positivamente. Kale era in tour in Ontario e contattò Cummings e Bachman circa l'utilizzo del nome “The Guess Who”, e loro diedero il consenso. Poco dopo Kale scoprì che “The Guess Who” non era mai stato registrato. Quindi egli tornò a Winnipeg per registrarlo, e da quel giorno mantenne il controllo del nome del gruppo.
Kale decise di continuare con i Guess Who da quel punto, all'inizio affiancato da Winter, McDougal e Vance Master. Un album chiamato Guess Who's Back fu pubblicato in Canada con poco successo. Un altro disco in studio, All This for a Song, uscì nel 1979.
Kale lasciò la band per un breve periodo e fu impegnato con altri progetti quando gli altri membri continuarono senza di lui. Nel 1981 tornò e cambiò la formazione della band; nel 1981 con la nuova line up fu pubblicato Now & Not Then su etichetta «El Macombo».
Nel 1983 Bachman, Cummings, Jim Kale e Garry Peterson si riunirono come "The Guess Who" per suonare una serie di concerti in Canada e registrare l'album live e il video Together Again.
Dopo questa riunione, Bachman e Cummings ripresero il loro lavoro solista, e Kale di nuovo riprese i tour con vari musicisti col nome "The Guess Who".
Nel 1995 fu pubblicato l'album Lonely One, con il cantante Terry Hatty, ma la stampa non vi dedicò molta attenzione, e le poche critiche al disco furono perlopiù negative.
Nel maggio 1997, con la loro città di Winnipeg che affrontava un'inondazione devastante, Bachman e Cumming si riunirono per la prima volta in 10 anni per una raccolta di fondi per il disastro organizzata da Tom Jackson. Durante il concerto cominciò a piovere, con tuoni e fulmini. In mezzo alla pioggia, Cummings continuò a cantare e a un certo punto capì che il pubblico non sarebbe andato via se lui non l'avesse fatto, e lui continuò sino a che i fulmini iniziarono a cadere. Ci fu una pausa breve, comunque, e il concerto riprese poco dopo.

### The Guess Who nel XXI secolo

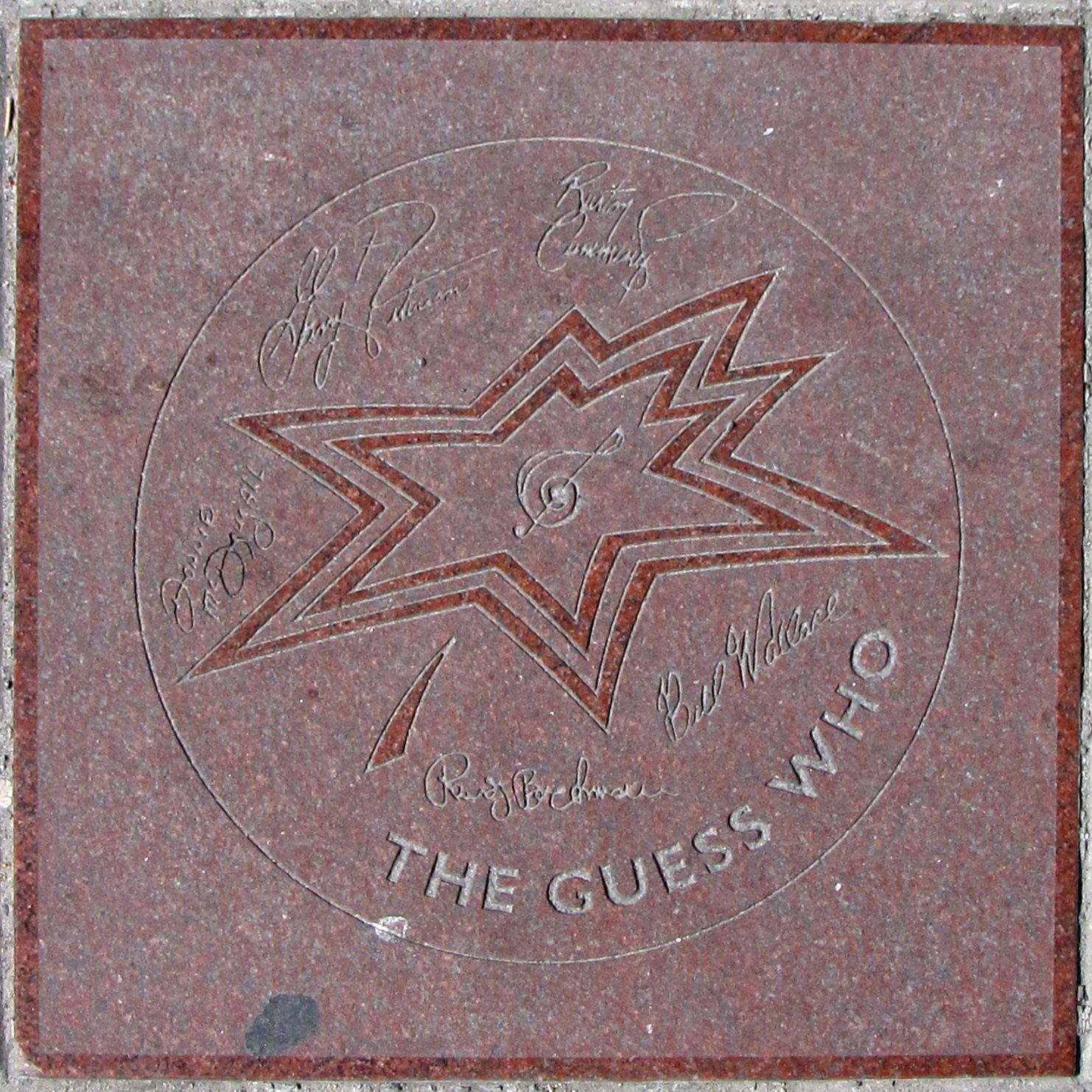
La stella nella Canada's Walk of Fame

L'8 agosto 1999 Cummings, Bachman, Peterson e Kale si riunirono di nuovo, rispondendo a una richiesta del premier del Manitoba di apparire alla cerimonia di chiusura dei giochi Panamericani allo stadio di Winnipeg. Quindi ci fu un tour attraverso il Canada e gli USA nel 2000, sebbene i problemi di salute di Kale gli preclusero la partecipazione.
Tuttavia egli ricevette una parte dei guadagni della band. Dopo il tour fu pubblicato un album live e un DVD. Sia il tour che i dischi live ebbero un buon successo dai fans e dalla critica.
Nel 2001 la band ricevette la laurea honoris causa alla Brandon University, Manitoba. Lo stesso anno il gruppo fu incluso nella Canada's Walk of Fame.
Nel 2003 i Guess Who suonarono per un concerto benefico, Molson Canadian Rocks for Toronto, con un pubblico stimato di 450.000 persone. Fu il concerto a pagamento più grande nella storia del Canada.
Bachman e Cummings, pur lavorando con le loro rispettive band, hanno fatto concerti insieme sino al 2005; avendo perduto i diritti per l'uso del nome "The Guess Who" si fecero chiamare "Bachman Cummings". In un'intervista nel febbraio 2005, Bachman disse che era dispiaciuto di non poter fare concerti come “The Guess Who”.
Dal 2004, Kale e Peterson, che ora hanno l'esclusiva del nome, suonano come “The Guess Who”; la band attualmente si esibisce in concerti estensivamente, soprattutto negli USA.

## Discografia

### Album in studio
- 1968 - Wheatfield Soul
- 1969 - Canned Wheat
- 1970 - American Woman
- 1971 - Share the Land
- 1971 - So Long, Bannatyne
- 1972 - Rockin'
- 1972 - Artificial Paradise
- 1973 - No. 10
- 1974 - Road Food
- 1975 - Flavours
- 1976 - Power in the Music
- 1980 - Guess Who's Back
- 1981 - All This for a Song
- 2002 - Running Back Thru Canada
- 2007 - Shakin' in Las Vegas
- 2018 - The Future is What is Used To Be
- 2023 - Plein D'Amour

### Album dal vivo
- 1972 - Live at the Paramount
- 1986 - The Best of the Guess Who Live
- 1998 - The Spirit Lives On
- 1999 - Down the Road
- 2006 - Extended Versions: The Encore Collection
- 2009 - The Guess Who In Concert

## Formazione

### Formazione attuale
- Derek Sharp - voce (2006-presente)
- Michael Staertow - chitarra (2021-presente)
- Leonard Shaw - tastiera (1990-presente)
- Bill Wallace - basso (1972-1975; 2006-2014; 2022-presente))
- Garry Peterson - batteria (1967-2000;2006-presente)

### Ex componenti principali
- Burton Cummings - voce, flauto (1969-1975; 2000-2003)
- Randy Bachman - chitarra  (1969-1975; 2000-2003)
- Jim Kale - basso (1969-1972; 2000-2003)
- Greg Leskiw - chitarra (1970-1972)
- Kurt Winter - chitarra (1970-1974; morto nel 1997)
- Domenic Troiano - chitarra (1974-1977; morto nel 2005)
- Donnie McDougall - chitarra (1971-1975; 2006-2014)
- Mike McKenna - chitarra (1981-1984)
- Will Evankovich - chitarra (2014-2021)
- Rudy Sarzo - basso (2014-2021)